# Coles Supermarkets
Coles Supermarkets (ook: Coles) is een supermarktketen in Australië. Coles is onderdeel van Wesfarmers. Coles heeft meer dan 100.000 werknemers.
Veel vestigingen van Liquorland, een drankwinkelketen, bevinden zich in of nabij vestigingen van Coles of BI-LO.

## Geschiedenis
Coles werd op 9 april 1914 opgericht door George Coles, samen met zijn broer Jim. Zijn eerste winkel, de Coles Variety Store, werd geopend aan Smith Street, Collingwood, Melbourne. Voor de oprichting had Coles door de Verenigde Staten gereisd om te bestuderen hoe een winkel het beste beheerd kon worden. Jim Coles overleed tijdens de Eerste Wereldoorlog waarna George Coles het werk voortzette samen met Arthur Coles.
In de jaren 60 van de 20e eeuw was Coles sponsor van de televisieshow Coles £3,000 Question (later $6,000). In 1985 werd Myer Emporium Ltd overgenomen door Coles.

### Logo
Het logo van Coles heeft verscheidene veranderingen ondergaan: vanaf eind jaren 90 van de 20e eeuw maakte de slogan "Serving you better" deel uit van het logo. Dit werd later vervangen door "Save everyday". Tegenwoordig bestaat het logo van Coles alleen uit de naam 'coles' in rode letters en slogans worden afzonderlijk gebruikt. Enkele recente slogans van Coles zijn "Cutting the cost of your shopping", "It all counts" en "Down, down! Prices are down!". Producten van het huismerk van Coles dragen de slogan "Why pay more for everyday basics?".